# Aimé Constant
Aimé Constant, né le 16 avril 1901 à  Marseille et mort le 18 juin 1963 dans la même ville, est un coureur cycliste sur piste spécialiste du demi-fond.

## Biographie
Amateur, licencié à l'Amical Vélo-Club de Marseille, Aimé Constant court d'abord sur route,en compagnie de Gabriel Jullien, et sur piste. Il effectue son service militaire au 1er régiment d'artillerie de montagne à Grenoble. Il prend le départ de Marseille-Lyon 1923. Au retour du service militaire, il prend une licence professionnelle. En 1928, il prend le départ des Six Jours de Marseille associé au belge Jean Zauns et ils finissent 10e. En 1929, il vient au demi-fond et les courses derrière motos, entrainé par Henri Demenou. En 1930, il termine 4e de la 2e série du championnat de France. En 1931, il gagne la deuxieme épreuve et se qualifie pour la finale du championnat de France derrière motos,,.
Il bat le record du monde de l'heure derrière moto, le 21 juillet 1932, couvrant 85,659 km , au Parc des Princes , entrainé par Daniel Lavalade, accomplissant aussi 100 km en 1 h 10' 5" 2/5 (record du monde); dépossédé par Harry Grant, il reprend le record de l'heure, 12 heures plus tard, couvrant 89,545 km, le 5 octobre 1932,.
Le 12 octobre 1933, il tente de battre le record du monde de l'heure derrière abri, avec règlement libre, il atteint 101 km/h derrière une Salmson Grand Sport Special, piloté par Just-Emile Vernet, sur l’autodrome de Montlhéry.
Le 13 octobre 1934, sur l’autodrome de Montlhéry, entrainé par le suisse Rody Lehmann, il échoue contre le record de l'heure derrière moto règlement libre, détenu par Léon Vanderstuyft, battant au passage les records du monde des 5 km (3' 1" - 99.378 km/h), 10 km (5' 29" 1/5 - 109.356 km/h) et 20 km (10 18" - 116.505 km/h) , effectuant un tour à 125,698 km/h,,,,.
Après sa carrière sportive, il devient pacemaker et entraine notamment les Marseillais Robert Rodriguez,, et Raoul Rémy. Il participe à Bordeaux-Paris comme entraineur où il tire notamment Georges Paillard,.
En 1950, il est le directeur sportif de l'équipe des Cycles Payan.
Début mai 1963, sur la piste du stade Vélodrome, entrainant Jean, dit Nono, Coupry, il perd le contrôle de la moto à la sortie du virage de la ligne d'arrivée où une légère déformation du vélodrome gêne les coureurs et se trouve coincé sous la moto qui a pris feu. Il meurt 30 jours après l'accident, le 18 juin 1963.

## Palmarès
- 1935
  - Grand Prix d'Auteuil

## Hommage
Le vélodrome de Vitrolles porte son nom